# Ministério das Comunicações (Brasil)
| Ministério das Comunicações                                             |                                                                   |
| Esplanada dos Ministérios, Bloco R - Brasília, DF www.gov.br/mcom/pt-br |                                                                   |
| Criação                                                                 | 25 de fevereiro de 1967 (58 anos) 10 de junho de 2020 (recriação) |
| Extinção                                                                | 12 de maio de 2016 (primeira extinção)                            |
| Símbolo institucional                                                   |                                                                   |
| Símbolo institucional                                                   |                                                                   |
| Atual ministro                                                          | Frederico Siqueira                                                |

Ministério das Comunicações (MCom) é um órgão do poder Executivo brasileiro, cujas atribuições são regular os serviços de radiodifusão, serviços postais, de telecomunicações e suas entidades vinculadas, bem como gerenciar as políticas nacionais em áreas correlatas como a da inclusão digital.
Foi criado pelo decreto-lei nº 200/1967 de 25 de fevereiro de 1967, sancionado pelo então presidente Humberto Castelo Branco. O ministro das Comunicações, titular da pasta, é nomeado pelo Presidente do Brasil.
O patrono do Ministério das Comunicações foi o Marechal Rondon, que chefiou a construção de linhas telegráficas nas regiões Centro-Oeste e Norte entre o final do século XIX e início do século XX.
Frederico de Siqueira Filho é o atual ministro e assumiu o cargo em 24 de abril de 2025.

## História

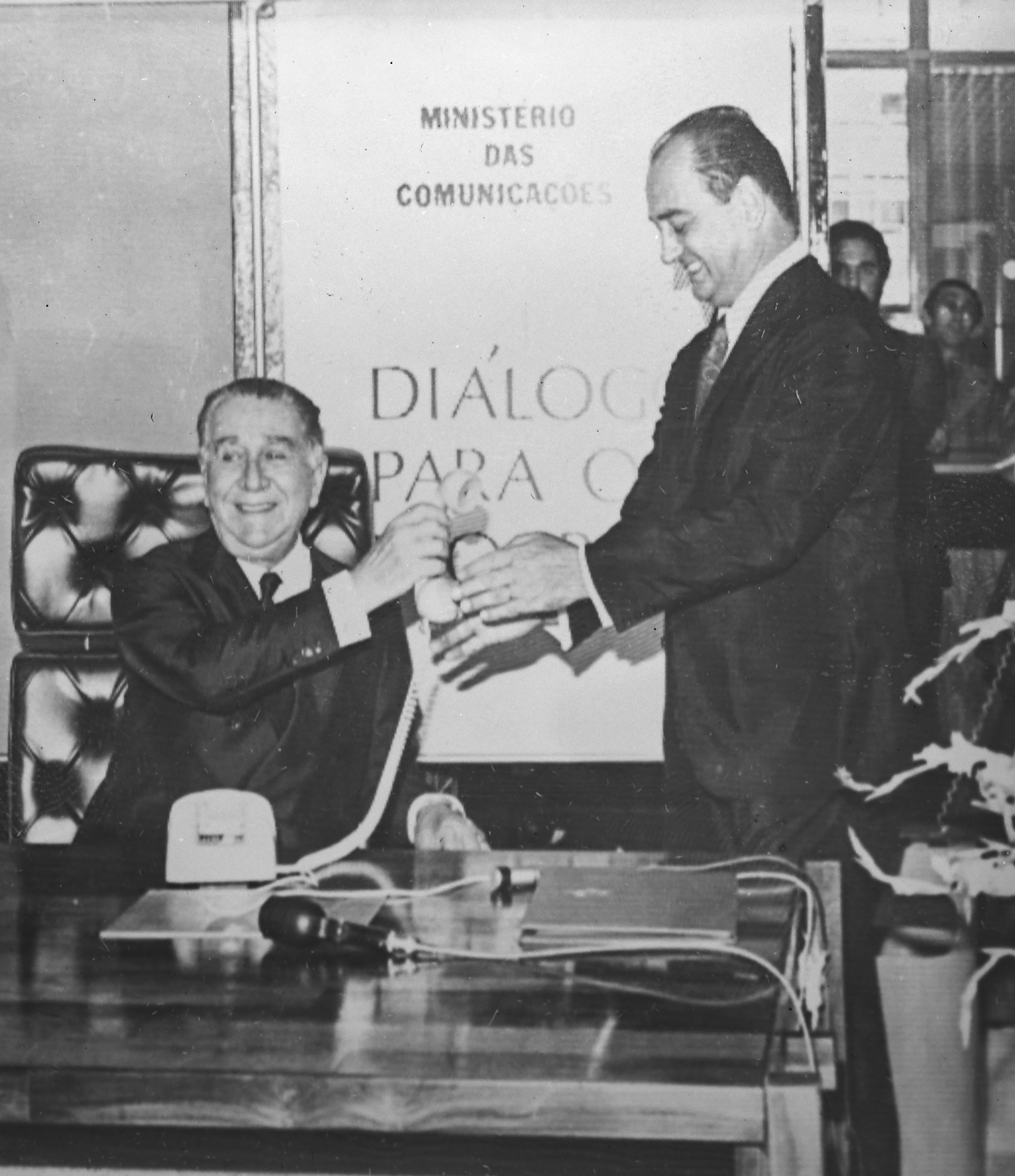
Presidente Médici inaugura nova sede do Ministério das Comunicações, Brasília, 1971.

O Ministério das Comunicações foi criado, em 25 de fevereiro de 1967, pelo então presidente Humberto Castelo Branco, por força do decreto-lei nº 200. Substituiu o então Conselho Nacional de Telecomunicações (CONTEL).
Por meio da medida provisória n° 726, de 12 de maio de 2016, publicada no Diário Oficial da União de mesmo dia (seção 1), o Ministério foi extinto. A estrutura passou a integrar o Ministério da Ciência, Tecnologia, Inovações e Comunicações (MCTIC).
Em 10 de junho de 2020, o então presidente Jair Bolsonaro anunciou a recriação, através de medida provisória, do Ministério das Comunicações, tendo o deputado federal Fábio Faria (PSD/RN) como ministro. A pasta da Ciência, Tecnologia, Inovações e Comunicações foi desmembrada em duas, sendo Marcos Pontes o ministro da Ciência, Tecnologia e Inovações.

## Estrutura
O Ministério das Comunicações tem a seguinte estrutura:
- Gabinete do Ministro
- Secretaria-Executiva
  - Subsecretaria de Orçamento e Administração
  - Subsecretaria de Planejamento e Tecnologia da Informação
- Consultoria Jurídica
- Ouvidoria
- Corregedoria
- Secretaria de Comunicação Social Eletrônica
- Secretaria de Telecomunicações

As três entidades que estão vinculadas ao Ministério das Comunicações são:
- Agência Nacional de Telecomunicações (Anatel)
- Empresa Brasileira de Correios e Telégrafos (ECT, Correios)
- Telecomunicações Brasileiras S.A. (Telebras)